# Svartlå bruk

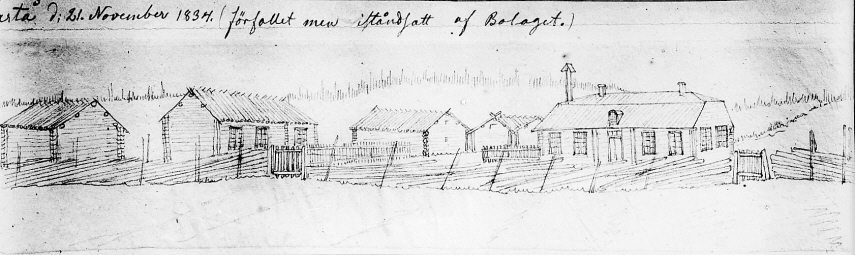
Teckning av Svartlå bruk och närliggande byggnader.

Svartlå bruk var ett kortlivat järnbruk beläget i byn Svartlå vid Lule älv. Smidet vid bruket startade 1805 och upphörde 1808.

## Historia
Brukets grundare var industrimannen Samuel Gustaf Hermelin som i slutet av 1700-talet planerade att bygga en masugn vid Edefors som sedan skulle förse en stånghammare med järn. Flarkåns vattenkraft lockade Hermelin att 1799 anlägga bruket med järnhammare vid åns mynning intill byn Svartlå. Smidet vid bruket började 1805 men fick ett abrupt slut 1808 på grund av låga järnpriser och höga tullavgifter.